# Étienne Dorfeuille
Étienne Dorfeuille (Aiguillon, 26 de desembre de 1892 - Agen, 25 de juliol de 1962), va ser un ciclista francès que fou professional a principis de la deacada dels anys 20 del segle xx. Aconseguí acabar 6è a la Volta a Catalunya de 1923.

## Palmarès

### Resultats al Tour de França
- 1920. 19è de la classificació general
- 1921. 24è de la classificació general